# Liste der Biografien/Sok
Liste der Biografien |
Portal Biografien |
Personensuche
# |
A |
B |
C |
D |
E |
F |
G |
H |
I |
J |
K |
L |
M |
N |
O |
P |
Q |
R |
S |
T |
U |
V |
W |
X |
Y |
Z |
?
 
Sa |
Sb |
Sc |
Sd |
Se |
Sf |
Sg |
Sh |
Si |
Sj |
Sk |
Sl |
Sm |
Sn |
So |
Sp |
Sq |
Sr |
Ss |
St |
Su |
Sv |
Sw |
Sy |
Sz
 
Soa |
Sob |
Soc |
Sod |
Soe |
Sof |
Sog |
Soh |
Soi |
Soj |
Sok |
Sol |
Som |
Son |
Soo |
Sop |
Sor |
Sos |
Sot |
Sou |
Sov |
Sow |
Sox |
Soy |
Soz
Die Liste der Biografien führt alle Personen auf, die in der deutschsprachigen Wikipedia einen Artikel haben. Dieses ist eine Teilliste mit 222 Einträgen von Personen, deren Namen mit den Buchstaben „Sok“ beginnt.

## Sok
- Sok, David (* 1983), slowenischer Handballschiedsrichter

### Soka
- Sokač, Maja (* 1982), kroatische Handballspielerin
- Sokal, Alan (* 1955), US-amerikanischer Physiker
- Sokal, Benoît (1954–2021), belgischer Comic-AutorBenoît Sokal (1954–2021)

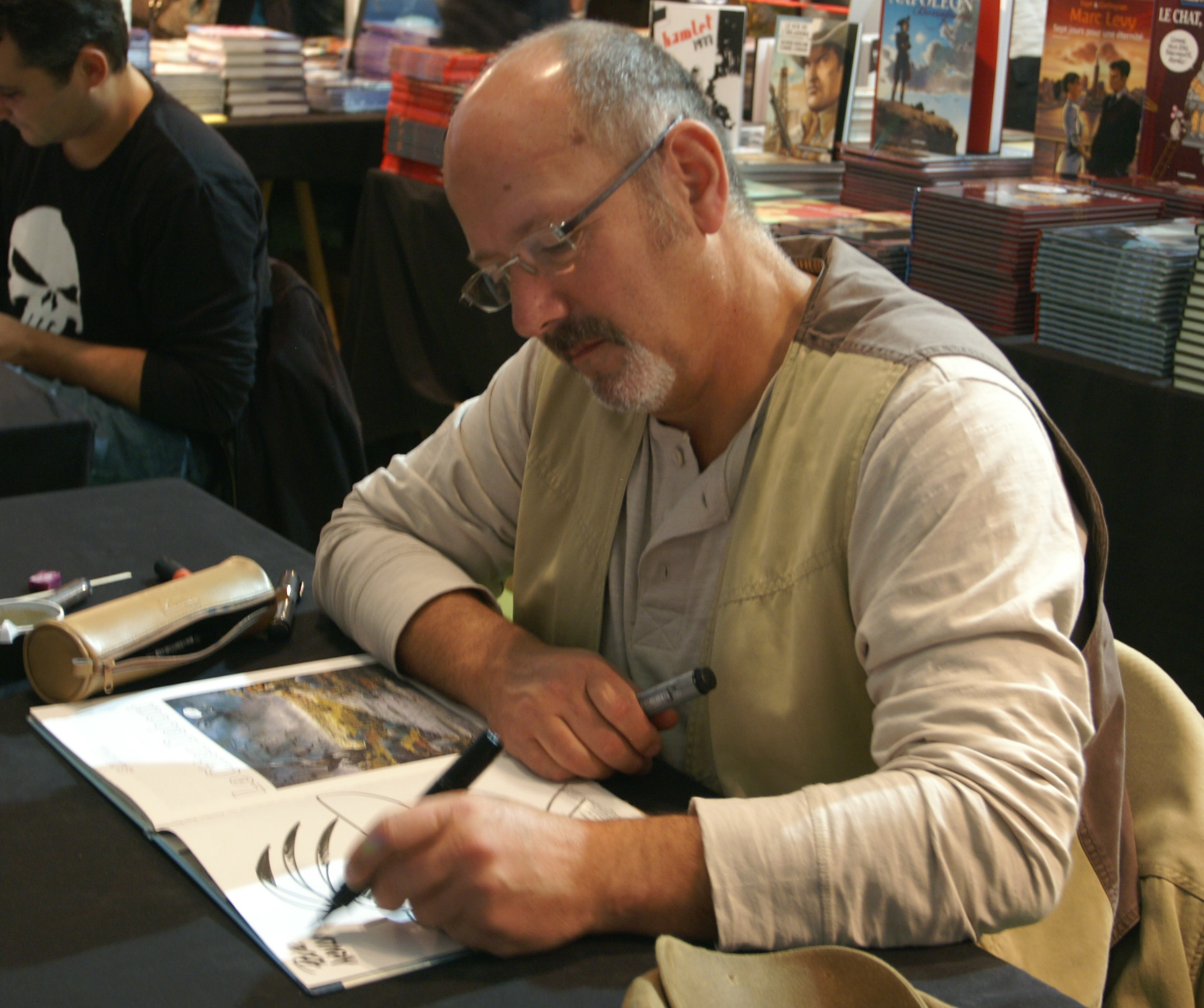
Benoît Sokal (1954–2021)

- Sokal, Harry (* 1954), österreichischer Jazz-Saxophonist
- Sokal, Harry R. (1898–1979), rumänischer Filmproduzent
- Sokal, Robert R. (1926–2012), US-amerikanischer Biologe und Statistiker
- Sokal, Wiktar (* 1954), sowjetischer Fußballspieler
- Sokalski, Pjotr Petrowitsch (1832–1887), russischer Komponist und Musikwissenschaftler
- Sokalskyj, Wolodymyr (1863–1919), ukrainischer klassischer Komponist, Pianist und Musikkritiker
- Sokar, Alina (* 1992), deutsche Schauspielerin
- Sokar, Lion (* 1990), deutscher Filmschauspieler
- Sokarhor, altägyptischer König der Hyksos-Zeit
- Sokatscheff, Narziss (1921–2006), bulgarischstämmiger Schauspieler in Deutschland

### Sokc
- Sokcevic, Antonio (* 2002), österreichischer Fußballspieler
- Sokcsevits, Joseph von (1811–1896), österreich-ungarischer Feldzeugmeister und Ban von Kroatien

### Soke
- Söke, Duru (* 2006), türkische Tennisspielerin
- Sökefeld, Martin (* 1964), deutscher Ethnologe
- Sökeland, Bernhard (1797–1845), deutscher Lehrer und Historiker
- Sökeland, Hermann (1848–1927), deutscher Fabrikant und Volkskundler, Direktor des Museums für deutsche Volkstrachten und Hausgewerbe
- Sökeland, Jürgen (1933–2023), deutscher Urologe
- Söker, Thomas, deutscher American-Football-Spieler

### Sokh
- Sokhandan, Reza (* 1974), iranischer Fußballschiedsrichterassistent
- Sokhna M’Baye, Alina (* 1995), deutsche Schauspielerin, Synchronsprecherin und Model
- Sokhonn, Prak (* 1954), kambodschanischer Politiker

### Soki
- Sokil, Marija (1902–1999), ukrainische Opernsängerin
- Sokil, Oleksandr (* 1962), sowjetischer Handballspieler

### Sokj
- Sökjer-Petersén, Erik (1887–1967), schwedischer Sportschütze

### Sokk
- Sokk, Tanel (* 1985), estnischer Basketballspieler
- Sokk, Tiit (* 1964), sowjetischer bzw. estnischer Basketballspieler und -trainer
- Sokka, Miikka (* 1992), finnischer Unihockeyspieler

### Sokl
- Sokler, Ester (* 1999), slowenischer Fußballspieler
- Sökler, Karin (* 1957), deutsche Tischtennisspielerin
- Sökler, Marcel (* 1991), deutscher Fußballspieler
- Sökler, Sven (* 1984), deutscher Fußballspieler
- Sokles, griechischer Töpfer
- Sokles-Maler, attisch-schwarzfiguriger Vasenmaler
- Soklič, Ana (* 1984), slowenische Sängerin
- Soklič, Matej (* 1973), slowenischer Skilangläufer

### Sokm
- Sökmen, Abdülkadir Turhan (1923–2011), türkischer Generalleutnant
- Sökmen, Tayfur (1892–1980), türkischer Politiker und Präsident des Staates Hatay

### Soko
- SoKo (* 1985), französische Sängerin und Schauspielerin
- Soko, Judith (* 2004), sambische Fußballspielerin
- Šoko, Robert (* 1970), bosnisch-deutscher DJ, Musikproduzent und Veranstalter
- Sokoine, Edward Moringe (1938–1984), tansanischer Politiker, Premierminister von Tansania
- Sokol, Andrea (* 1968), deutsche Schauspielerin und FernsehmoderatorinAndrea Sokol (* 1968)

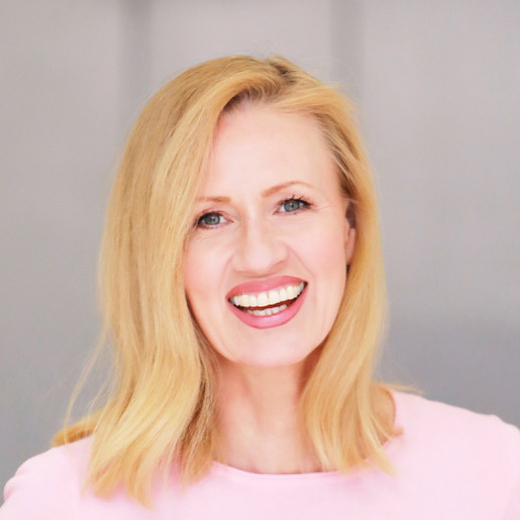
Andrea Sokol (* 1968)

- Sokol, Antonín (1847–1889), tschechischer Autor und Journalist
- Sokol, Apolonia (* 1988), französische MalerinApolonia Sokol (* 1988)

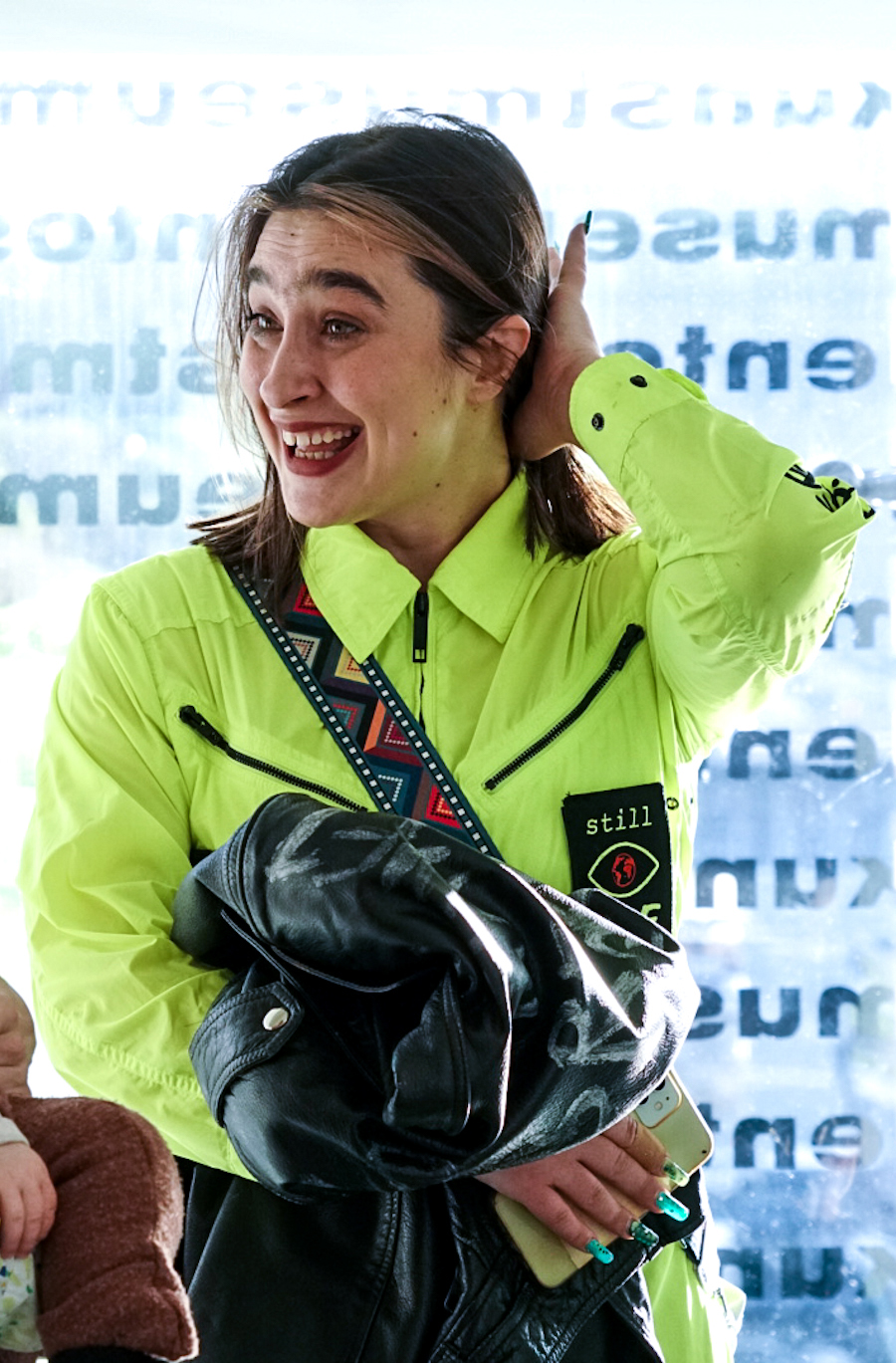
Apolonia Sokol (* 1988)

- Sokol, Artjom Denissowitsch (* 1997), russischer Fußballspieler
- Sokol, Bettina (* 1959), deutsche Juristin, Richterin, ehemalige Datenschutzbeauftragte des Landes Nordrhein-Westfalen, Präsidentin des Rechnungshofes Bremen
- Sokol, Carola, österreichische Lyrikerin
- Sokol, Casey (* 1948), US-amerikanischer Komponist, Pianist und Musikpädagoge
- Sokol, Erich (1933–2003), österreichischer Illustrator und Karikaturist
- Sokol, Hersch (1908–1943), polnischer Arzt und Funker der Roten Kapelle
- Sokol, Ján (* 1933), slowakischer Geistlicher und emeritierter Erzbischof von Trnava
- Sokol, Jan (1936–2021), tschechischer Mathematiker, Philosoph, Anthroposoph und Politiker
- Sokol, Jan (* 1990), österreichischer Straßenradrennfahrer
- Sokol, Karel Stanislav (1867–1922), tschechischer Politiker und Journalist
- Sokol, Koloman (1902–2003), slowakischer Künstler
- Sokol, Martin (1901–1957), slowakischer Politiker und Rechtsanwalt
- Sokol, Max (1895–1973), aus Nazi-Deutschland nach England emigrierter jüdischer Bildhauer
- Sokol, Natalja (* 1980), russische Künstlerin und Aktivistin
- Sokol, Rudolf (1873–1927), tschechischer Geologe und Hochschullehrer
- Sokol, Rudolf (1887–1974), deutscher Maler
- Sokolak, Henryk († 1984), polnischer Widerstandskämpfer und Oberst des polnischen MfÖS
- Sokole, Josefine (1925–2007), österreichische Bildhauerin
- Sokolenko, Alexander (* 1996), kasachischer Fußballspieler
- Sokolenko, Konstantin (* 1987), kasachischer Wintersportler
- Sokolenko, Walerij (* 1982), ukrainischer Fußballspieler
- Sokoli, Kristjan (* 1991), albanischer American-Football-Spieler
- Sokoli, Mic (1839–1881), albanischer Nationalist und Unabhängigkeitskämpfer
- Sokoli, Nicolo (* 1973), deutscher Kirchenmusiker, Dirigent und Organist
- Sokolicek, Alexander, österreichischer Klassischer Archäologe
- Sokoll, Christoph (* 1986), österreichischer Radrennfahrer
- Sokoll, Günther (* 1937), deutscher Jurist
- Sokoll, Karen (* 1968), deutsche Juristin, Rechtsanwältin und Richterin
- Sokoll, Thomas (* 1954), deutscher Historiker und Hochschullehrer
- Sokollik, Frank (* 1949), deutscher Ingenieur und Professor
- Sokollu Mustafa Pascha († 1578), osmanischer Würdenträger bosnischer Herkunft
- Sokollu, Mehmed Pascha († 1579), osmanischer GroßwesirSokollu Mehmed Pascha († 1579)

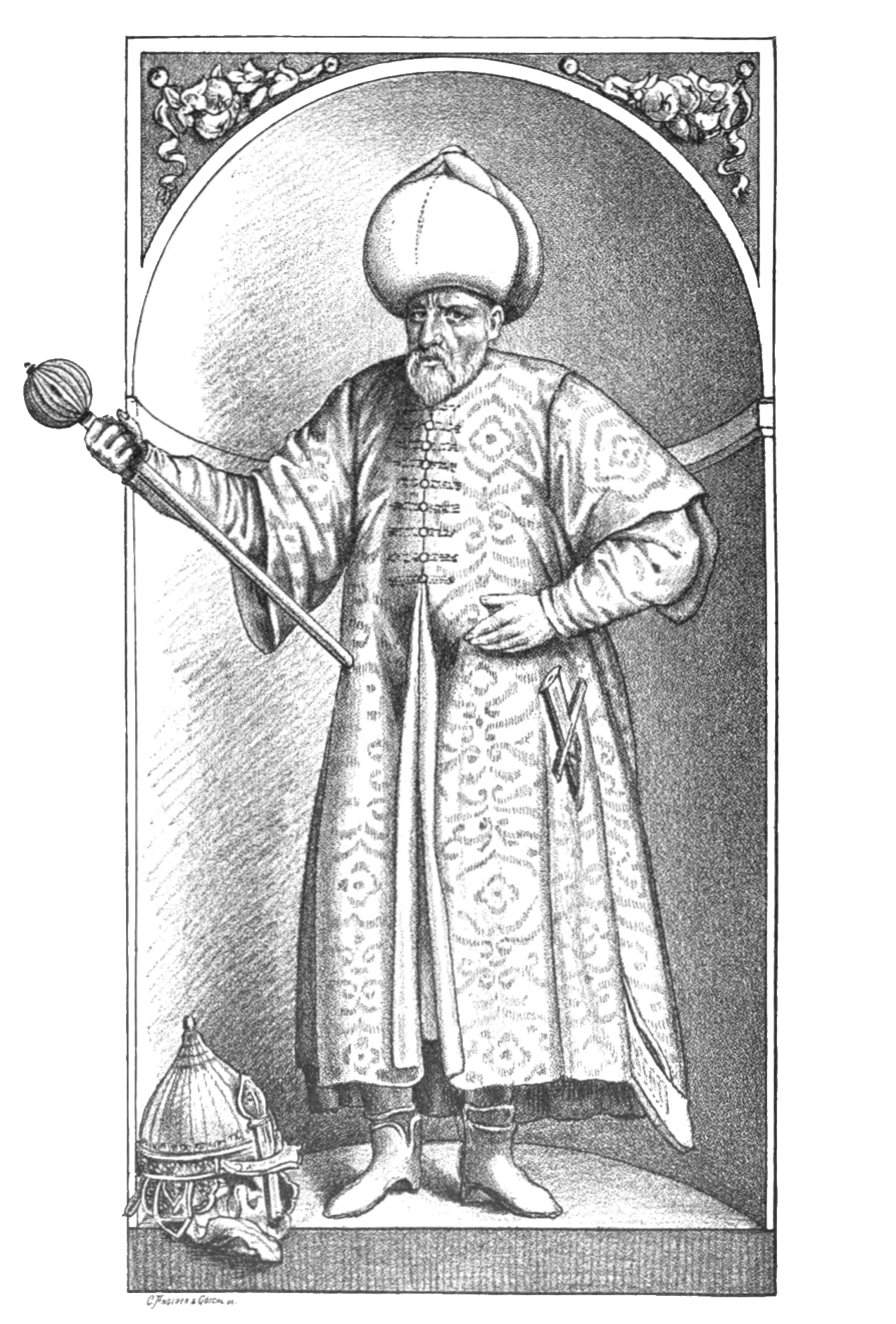
Sokollu Mehmed Pascha († 1579)

- Sokolnicka, Eugénie (1884–1934), polnisch-französische Psychoanalytikerin
- Sokolnicki, Michał (1760–1816), polnischer General und Politiker
- Sokolnicki, Paweł (* 1981), polnischer Fußballschiedsrichterassistent
- Sokolnikoff, Ivan (1901–1976), US-amerikanischer Mathematiker
- Sokolnikow, Grigori Jakowlewitsch (1888–1939), sowjetischer Politiker (KPdSU), Volkskommissar für Finanzen (1922–1926) sowie Botschafter in London (1929–1932)
- Sokoloff, Eleanor (1914–2020), US-amerikanische Klassische Pianistin und Klavierpädagogin
- Sokoloff, Louis (1921–2015), US-amerikanischer Neurowissenschaftler
- Sokoloff, Marla (* 1980), US-amerikanische Schauspielerin und Musikerin
- Sokoloff, Michael, israelischer Semitist
- Sokoloff, Milan (* 1884), kroatischer klassischer Pianist und Musikpädagoge
- Sokoloff, Stephen (* 1943), US-amerikanischer Schriftsteller
- Sokoloff, Wladimir (1889–1962), russischer Schauspieler
- Sokolov, Anatoly (* 1953), russisch-deutscher Kunstmaler und Kunstpädagoge
- Sokolov, Andreï (* 1963), französischer Schachmeister russischer Herkunft
- Sokolov, Genadi (* 1992), israelischer Volleyballspieler
- Sokolov, Ivan (* 1968), bosnisch-herzegowinisch niederländischer Schachspieler
- Sokolov, Lale (1916–2006), slowakisch-australischer Geschäftsmann und Holocaust-Überlebender
- Sokolov, Lisa (* 1954), amerikanische Jazzsängerin und Musiktherapeutin
- Sokolov, Sasha (* 1943), russischer Schriftsteller
- Sokolov, Sergey (* 1977), aserbaidschanischer Fußballspieler
- Sokolová-Rauer, Kateřina, tschechische Opern-, Operetten-, Lied- und Konzertsängerin in der Stimmlage Sopran
- Sokolove, Richard (1908–1975), US-amerikanischer Drehbuchautor und Filmproduzent
- Sokolović, Jasmin (* 1962), bosnischer Musiker und Trompetenspieler
- Sokolovic, Sarah (* 1979), US-amerikanische Schauspielerin
- Sokolović-Bertok, Semka (1935–2008), jugoslawische bzw. kroatische Schauspielerin
- Sokolovs, Igors (* 1974), lettischer Leichtathlet
- Sokolovs, Jurijs (* 1983), lettischer Fußballspieler
- Sokolovskiy, Yevgen (* 1978), ukrainischer Rennfahrer, Teammanager und UnternehmerYevgen Sokolovskiy (* 1978)

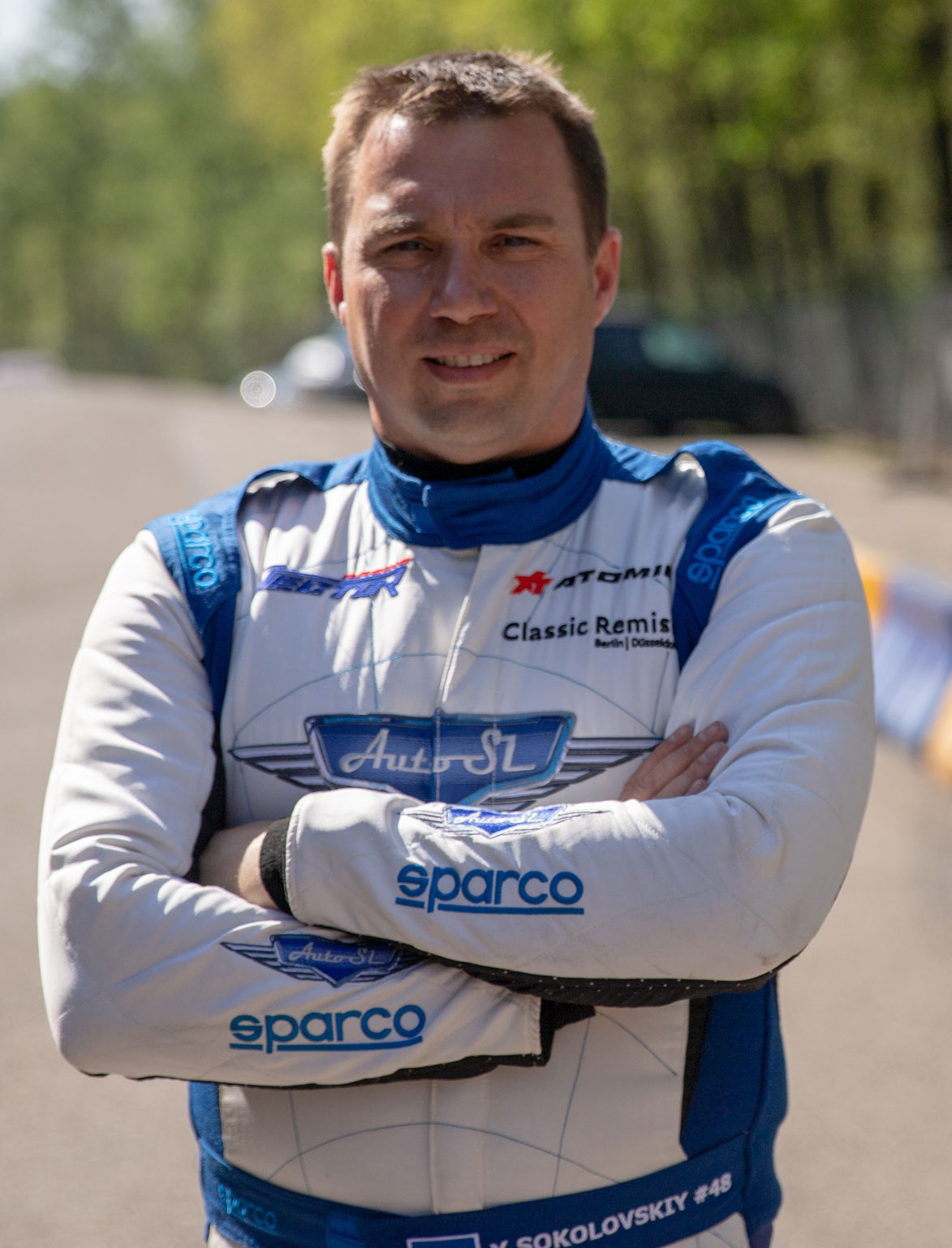
Yevgen Sokolovskiy (* 1978)

- Sokolow, Alec (* 1963), US-amerikanischer Drehbuchautor
- Sokolow, Alexander Borissowitsch (* 1971), russischer Sprinter
- Sokolow, Alexander Sergejewitsch (* 1949), russischer Politiker und Musikwissenschaftler
- Sokolow, Alexander Sergejewitsch (* 1982), russischer Volleyballspieler
- Sokolow, Alexei Wladimirowitsch (* 1979), russischer Marathonläufer
- Sokolow, Andrei (* 1968), kasachischer Eishockeyspieler
- Sokolow, Andrei (* 1995), kasachischer Sprinter
- Sokolow, Anna (1910–2000), US-amerikanische Tänzerin und Choreografin
- Sokolow, Arseni Alexandrowitsch (1910–1986), russischer Physiker
- Sokolow, Artjom Jewgenjewitsch (* 2003), russischer Fußballspieler
- Sokolow, Boris Sergejewitsch (1914–2013), russischer Geologe, Paläontologe und Hochschullehrer
- Sokolow, Boris Wadimowitsch (* 1957), russischer Historiker und Literaturwissenschaftler
- Sokolow, Denis Jurjewitsch (* 1977), russischer Eishockeyspieler
- Sokolow, Dmitri Anatoljewitsch (* 1988), russischer Radrennfahrer
- Sokolow, Dmitri Eduardowitsch (* 2001), russischer E-Sportler
- Sokolow, Dmitri Iwanowitsch (1788–1852), russischer Mineraloge und Geologe
- Sokolow, Dmitri Nikolajewitsch (* 1985), russischer Basketballspieler
- Sokolow, Dmitri Petrowitsch (1924–2009), sowjetischer Biathlet
- Sokolow, Grigori Lipmanowitsch (* 1950), russischer PianistGrigori Lipmanowitsch Sokolow (* 1950)

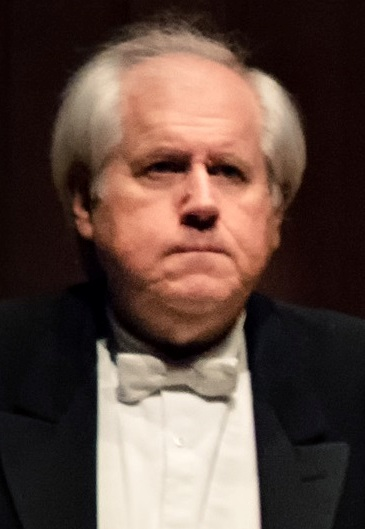
Grigori Lipmanowitsch Sokolow (* 1950)

- Sokolow, Igor Alexandrowitsch (* 1958), sowjetisch-russischer Sportschütze und Olympiasieger
- Sokolow, Iwan Alexandrowitsch (1867–1947), russisch-sowjetischer Metallurg und Hochschullehrer
- Sokolow, Iwan Iwanowitsch (1823–1910), russischer Genre- und Porträtmaler
- Sokolow, Jewgeni Wladimirowitsch (* 1984), russischer Radrennfahrer
- Sokolow, Juri Alexejewitsch (1961–1990), sowjetischer Judoka
- Sokolow, Juri Konstantinowitsch (1923–1984), sowjetischer Einzelhandelsfunktionär
- Sokolow, Kirill Sergejewitsch (* 1989), russischer Filmregisseur und Drehbuchautor
- Sokolow, Konstantin Michailowitsch (1903–1983), sowjetischer Politiker
- Sokolow, Leonard L. (1920–1984), US-amerikanischer Erfinder und Tontechniker
- Sokolow, Maxim Anatoljewitsch (* 1972), russischer Eishockeytorwart
- Sokolow, Maxim Jurjewitsch (* 1968), russischer Politiker
- Sokolow, Nachum (1859–1936), Generalsekretär der World Zionist Organization und Journalist
- Sokolow, Nikita Pawlowitsch (* 1957), russischer Historiker
- Sokolow, Nikita Petrowitsch (1748–1795), russischer Chemiker, Mineraloge, Geologe und Hochschullehrer
- Sokolow, Nikolai Alexandrowitsch (1859–1922), russischer Komponist und Hochschullehrer
- Sokolow, Nikolai Alexandrowitsch (1903–2000), russischer Zeichner und Karikaturist
- Sokolow, Nikolai Alexejewitsch (1882–1924), Untersuchungsführer bei der Klärung des Verbleibes der Zarenfamilie nach deren Erschießung
- Sokolow, Nikolai Borissowitsch (1904–1990), sowjetischer Architekt und Stadtplaner
- Sokolow, Nikolai Nikolajewitsch (1930–2009), sowjetischer Hindernisläufer
- Sokolow, Oleg Walerjewitsch (* 1956), russischer Historiker
- Sokolow, Oleksandr (* 1997), ukrainischer Sprinter
- Sokolow, Pawel Petrowitsch (1764–1835), russischer Bildhauer
- Sokolow, Pawel Petrowitsch (1826–1905), russischer Maler und Illustrator
- Sokolow, Pjotr Iwanowitsch (1764–1835), russischer Philologe und Hochschullehrer
- Sokolow, Sergei Jakowlewitsch (1897–1957), sowjetischer Wissenschaftler und Ultraschallpionier
- Sokolow, Sergei Leonidowitsch (1911–2012), sowjetischer Verteidigungsminister, Marschall der SowjetunionSergei Leonidowitsch Sokolow (1911–2012)

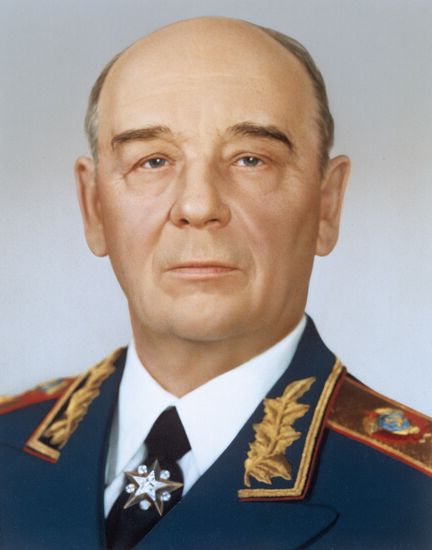
Sergei Leonidowitsch Sokolow (1911–2012)

- Sokolow, Sergei Wladimirowitsch (1962–2021), sowjetischer Sprinter
- Sokolow, Taras Nikolajewitsch (1911–1979), sowjetischer Kybernetiker und Hochschullehrer
- Sokolow, Walerian Sergejewitsch (* 1946), russisch-sowjetischer Boxer und Olympiasieger
- Sokolow, Walerіj (* 1986), ukrainischer Violinist
- Sokolow, Wiktor Alexejewitsch (* 1954), sowjetischer Radsportler
- Sokolow, Wiktor Nikolajewitsch (* 1962), russischer AdmiralWiktor Nikolajewitsch Sokolow (* 1962)

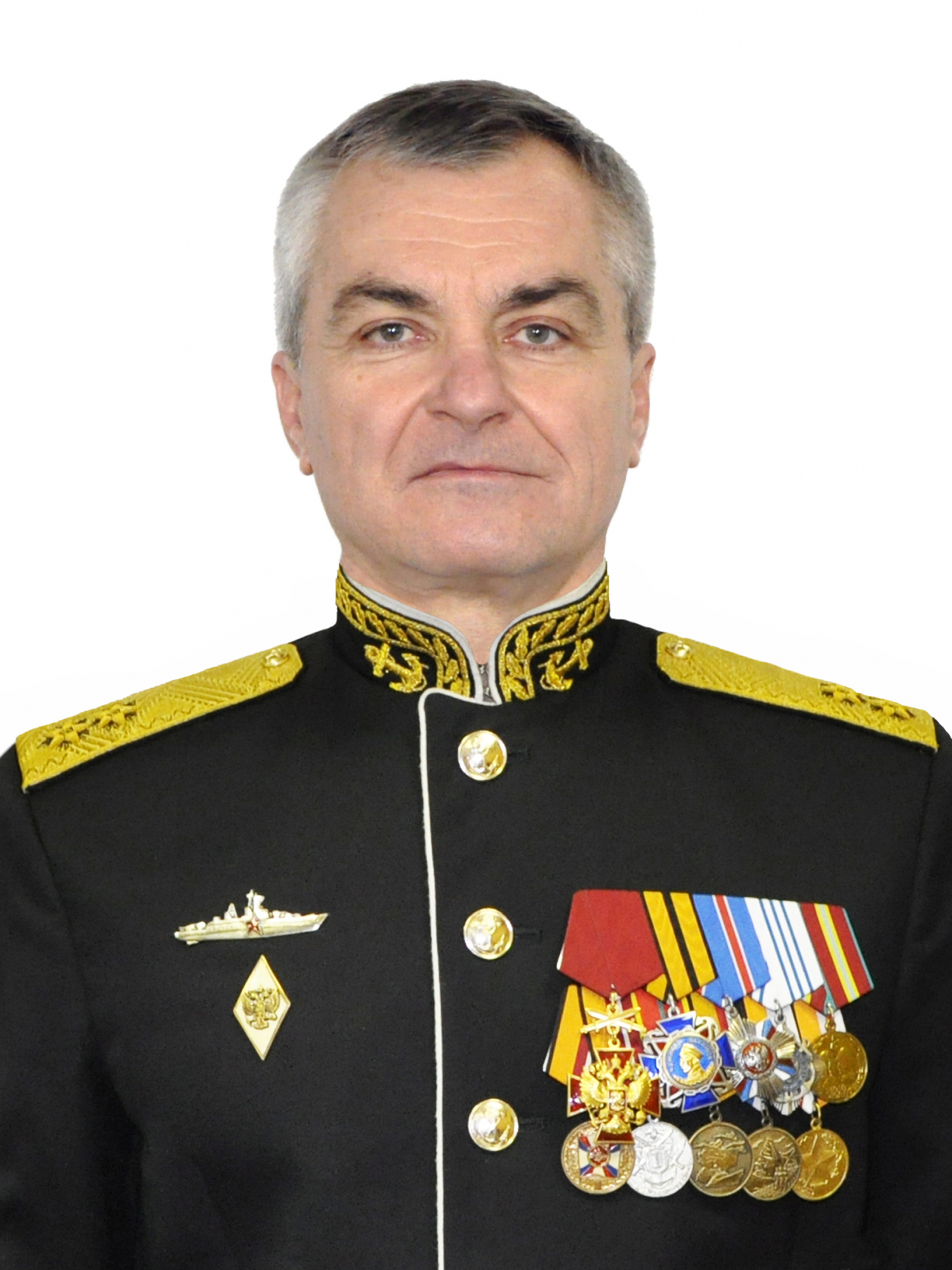
Wiktor Nikolajewitsch Sokolow (* 1962)

- Sokolow, Wladimir Jewgenjewitsch (1928–1998), russischer Zoologe
- Sokolow, Wladimir Michailowitsch (1939–2017), sowjetischer Radrennfahrer
- Sokolow, Zwetan (* 1989), bulgarischer Volleyballspieler
- Sokolow-Skalja, Pawel Petrowitsch (1899–1961), sowjetischer Maler und Grafiker
- Sokolowa, Irina Leonidowna (* 1940), sowjetisch-russische Film- und Theaterschauspieler
- Sokolowa, Jelena Alexandrowna (* 1986), russische Weitspringerin
- Sokolowa, Jelena Sergejewna (* 1980), russische Eiskunstläuferin
- Sokolowa, Jelena Wladimirowna (* 1979), russische Langstreckenläuferin
- Sokolowa, Jewa Wladimirowna (* 1961), russische Hürdenläuferin
- Sokolowa, Ljudmila Wassiljewna (1929–2015), sowjetische Fernsehmoderatorin und Schauspielerin
- Sokolowa, Marija Nikolajewna (1899–1981), russisch-sowjetische Ikonenmalerin, Restauratorin und Nonne
- Sokolowa, Mawra Petrowna (1786–1856), russische Kammerfrau
- Sokolowa, Natalja Dmitrijewna (* 1949), sowjetische Sprinterin
- Sokolowa, Natalja Lwowna (* 1973), russisch-belarussische Biathletin
- Sokolowa, Nina Jurjewna (1916–1995), sowjetisch-russische Entomologin, Hydrobiologin und Hochschullehrerin
- Sokolowa, Olga Anatoljewna (* 1969), sowjetische und russische Radrennfahrerin
- Sokolowa, Tetjana (* 1958), ukrainische Hebamme
- Sokolowa, Wera Alexandrowna (* 1987), russische Geherin
- Sokolowa-Schaschkowa, Ljubow Wladimirowna (* 1977), russische Volleyballspielerin
- Sokołowska, Diana (* 1996), polnische Freistilschwimmerin
- Sokołowska-Kulesza, Beata (* 1974), polnische Kanurennsportlerin
- Sokolowskaja, Alexandra Lwowna (* 1872), russisch-sowjetische RevolutionärinAlexandra Lwowna Sokolowskaja (* 1872)

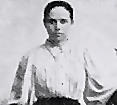
Alexandra Lwowna Sokolowskaja (* 1872)

- Sokolowskaja, Sofja Iwanowna (1894–1938), sowjetische Revolutionärin, Parteifunktionärin und Regisseurin
- Sokołowski, Andrzej (* 1948), polnischer Handballspieler und -trainer
- Sokołowski, Czesław (1877–1951), polnischer römisch-katholischer Geistlicher, Weihbischof in Siedlce
- Sokolowski, Heinz (1917–1965), deutsches Todesopfer der Berliner Mauer
- Sokołowski, Kazimierz (1908–1998), polnischer Eishockeyspieler
- Sokolowski, Luka Alexandrowitsch (1808–1883), russischer Bergbauingenieur
- Sokolowski, Michail Matwejewitsch (* 1756), russischer Komponist
- Sokolowski, Victor (1911–1982), österreichischer Cembalist, Pianist, Organist und Musikpädagoge
- Sokolowski, Wadim Wassiljewitsch (1912–1978), russischer Ingenieurwissenschaftler für Mechanik
- Sokolowski, Wassili Danilowitsch (1897–1968), sowjetischer Marschall, Oberster Chef der Sowjetischen Militäradministration in Deutschland (1946–1949)Wassili Danilowitsch Sokolowski (1897–1968)

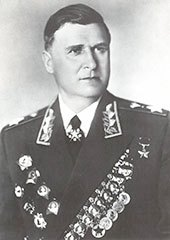
Wassili Danilowitsch Sokolowski (1897–1968)

- Sokolowski, Wladimir Alexandrowitsch (1874–1959), russisch-sowjetischer Architekt, Brückenbau-Ingenieur und Hochschullehrer
- Sokolowsky, Alexander (1866–1949), deutscher Zoologe
- Sokolowsky, Jan (* 1989), deutscher Reality-TV-Darsteller
- Sokolowsky, Kay (* 1963), deutscher Journalist
- Sokolowskyj, Andrij (* 1978), ukrainischer Hochspringer
- Sokólska, Katarzyna (* 1993), polnische Sprinterin
- Sokolski, Alexei Pawlowitsch (1908–1969), sowjetischer Schachspieler
- Sokolski, Josif (1786–1879), bulgarischer Geistlicher, erstes Oberhaupt der Bulgarisch-Katholischen Kirche
- Sokolski, Konstantin Stanislawowitsch (1904–1991), lettischer Musiker
- Sokolsky, Pierre (* 1946), französisch-US-amerikanischer Physiker
- Sokomanu, Ati George (* 1937), vanuatuischer Politiker und Präsident
- Sokop, Hans Werner (* 1942), österreichischer Lyriker und Übersetzer
- Sokopp, Jakob (1855–1925), österreichischer Gewerkschafter
- Sokopp, Johann (1913–1944), österreichischer Hilfsarbeiter, Soldat, Zollbeamter und Widerstandskämpfer gegen den Nationalsozialismus
- Sokorska, Bogna (1927–2002), polnische Opernsängerin (Koloratursopran)
- Šokota, Tomo (* 1977), kroatischer Fußballspieler
- Šokota, Veronika (* 2004), kroatische Speerwerferin
- Sokou, Rosita (1923–2021), griechische Journalistin, Übersetzerin, Kritikerin und Autorin
- Sokow, Wassili Wiktorowitsch (* 1968), russischer Dreispringer
- Sokownin, Maxim Nikolajewitsch (* 1975), russischer Biathlet

### Sokr
- Sokrates, makedonischer Reiteroffizier
- Sokrates (469 v. Chr.–399 v. Chr.), griechischer PhilosophSokrates (469 v. Chr.–399 v. Chr.)

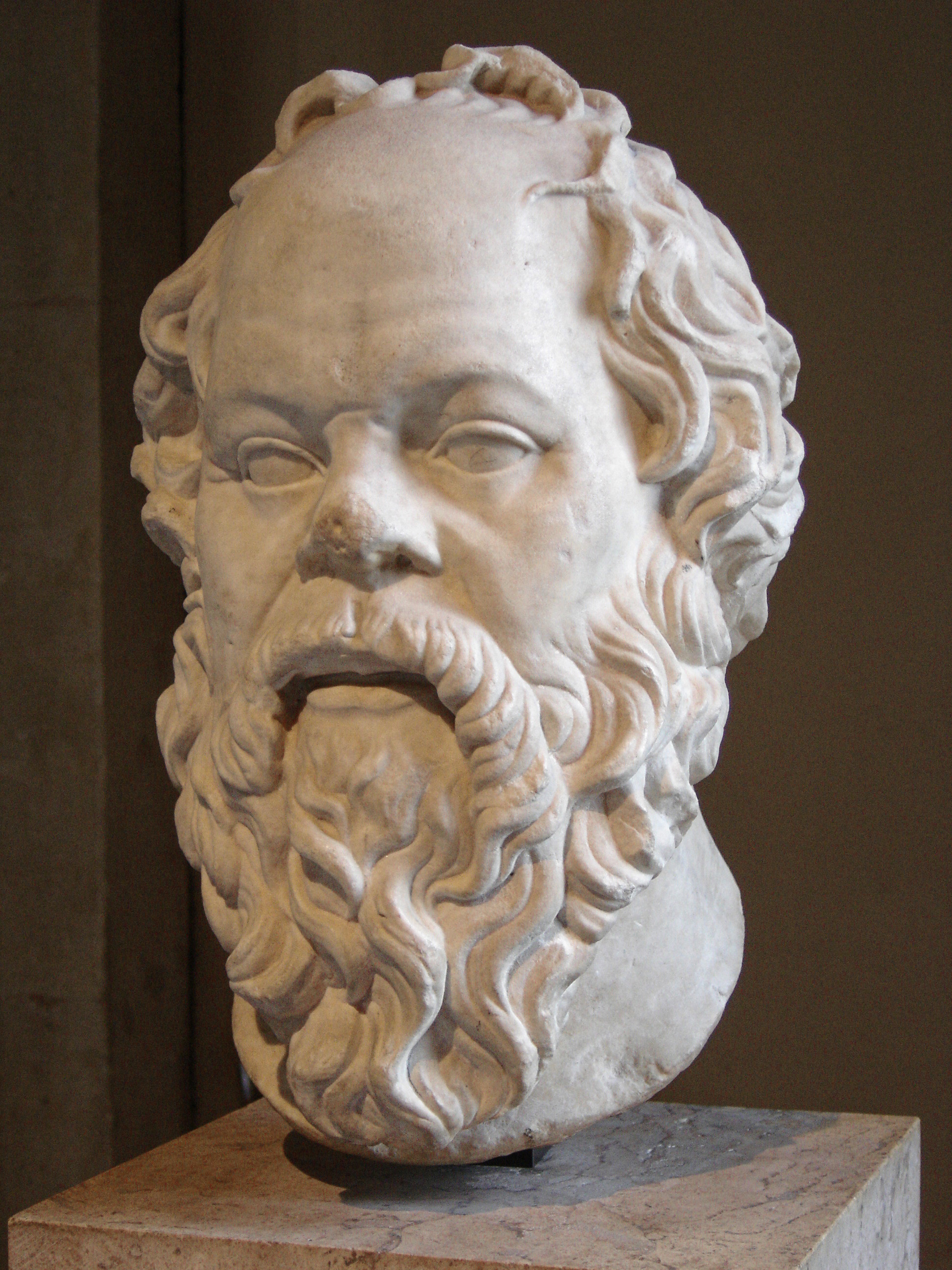
Sokrates (469 v. Chr.–399 v. Chr.)

- Sokrates der Jüngere, antiker griechischer Philosoph
- Sokrates Scholastikos, christlicher Kirchenhistoriker
- Sokrates von Rhodos, antiker griechischer Historiker
- Sokratis (* 1988), griechischer Fußballspieler

### Soku
- Sokullu, Birkan (* 1985), türkischer Schauspieler und Model
- Sokullu, İbrahim (* 1955), türkischer Fußballspieler
- Sokullu, Ömer Can (* 1988), türkischer Fußballspieler
- Sokurow, Alexander Nikolajewitsch (* 1951), russischer Regisseur und Drehbuchautor

### Soky
- Soky, Barbara, nigerianische Schauspielerin und Sängerin